# (9149) 1977 TD1
(9149) 1977 TD1 (1977 TD1, 1990 UH3) — астероїд головного поясу, відкритий 12 жовтня1977.
Тіссеранів параметр щодо Юпітера — 3.343.